# Carantilly
Carantilly település Franciaországban, Manche megyében. Lakosainak száma 619 fő (2022. január 1.). Carantilly Cametours, Cerisy-la-Salle, Dangy, Marigny-le-Lozon és Quibou községekkel határos.

## Népesség
A település népességének változása:
| Lakosok száma | 627  | 526  | 536  | 580  | 654  | 653  | 638  | 622  | 619  | 619  |
|               | 1968 | 1982 | 1990 | 2006 | 2013 | 2015 | 2017 | 2019 | 2020 | 2022 |